# そのままの君で
『そのままの君で』（そのままのきみで）は、松井孝夫が作詞作曲した合唱曲。1991年製作。混声三部合唱であるが、女声の分かれる部分が少ない。最初の数小節はユニゾンで始まり、中盤では男声が歌詞・女性がヴォカリーズ→女声が歌詞・男声がヴォカリーズとなる。終盤は女声と男声が掛け合い、リピートする。
『マイバラード』と共に松井の代表曲である。小中学校の卒業式で歌われることが多い。卒業生が歌うことの多い『旅立ちの日に』に対し、この曲は在校生が歌うことが多い。

## この曲が使用される作品
- 映画『学校II』（エンディングテーマ）

## 録音
- ひまわりキッズ
  - 2004年発売『想い出がいっぱい 〜旅立ちの日に3〜』（キング KICS-1063）収録。